# Amphilais seebohmi
Amphilais seebohmi е вид птица от семейство Locustellidae, единствен представител на род Amphilais.

## Разпространение
Видът е разпространен в Мадагаскар.